# Main Street After Dark
Main Street After Dark é um filme de drama estadunidense de 1945 dirigido por Edward L. Cahn e estrelado por Edward Arnold, Selena Royle, Tom Trout, Audrey Totter, Dan Duryea, Hume Cronyn e Dorothy Morris.

## Elenco
- Edward Arnold como Tenente Lorrigan
- Selena Royle como 'Ma' Abby Dibson
- Tom Trout como Lefty Dibson
- Audrey Totter como Jessie Belle Dibson
- Dan Duryea como Posey Dibson
- Hume Cronyn como Keller
- Dorothy Morris como Rosalie Dibson